# Hârtop (okręg Suczawa)
Hârtop – wieś w Rumunii, w okręgu Suczawa, w gminie Hârtop. W 2011 roku liczyła 2269 mieszkańców. 